# ماريا هوكينز
ماريا هوكينز هي دراجة كندية، ولدت في 5 مايو 1962 في ويلتشاير في المملكة المتحدة.

## وصلات خارجية
- ماريا هوكينز على موقع إحصائيات الدراجات الإحترافية (الإنجليزية)
- ماريا هوكينز على موقع أوليمبيديا (الإنجليزية)